# Kalley Sud
Kalley Sud ist ein Stadtviertel (französisch: quartier) im Arrondissement Niamey III der Stadt Niamey in Niger.

## Geographie

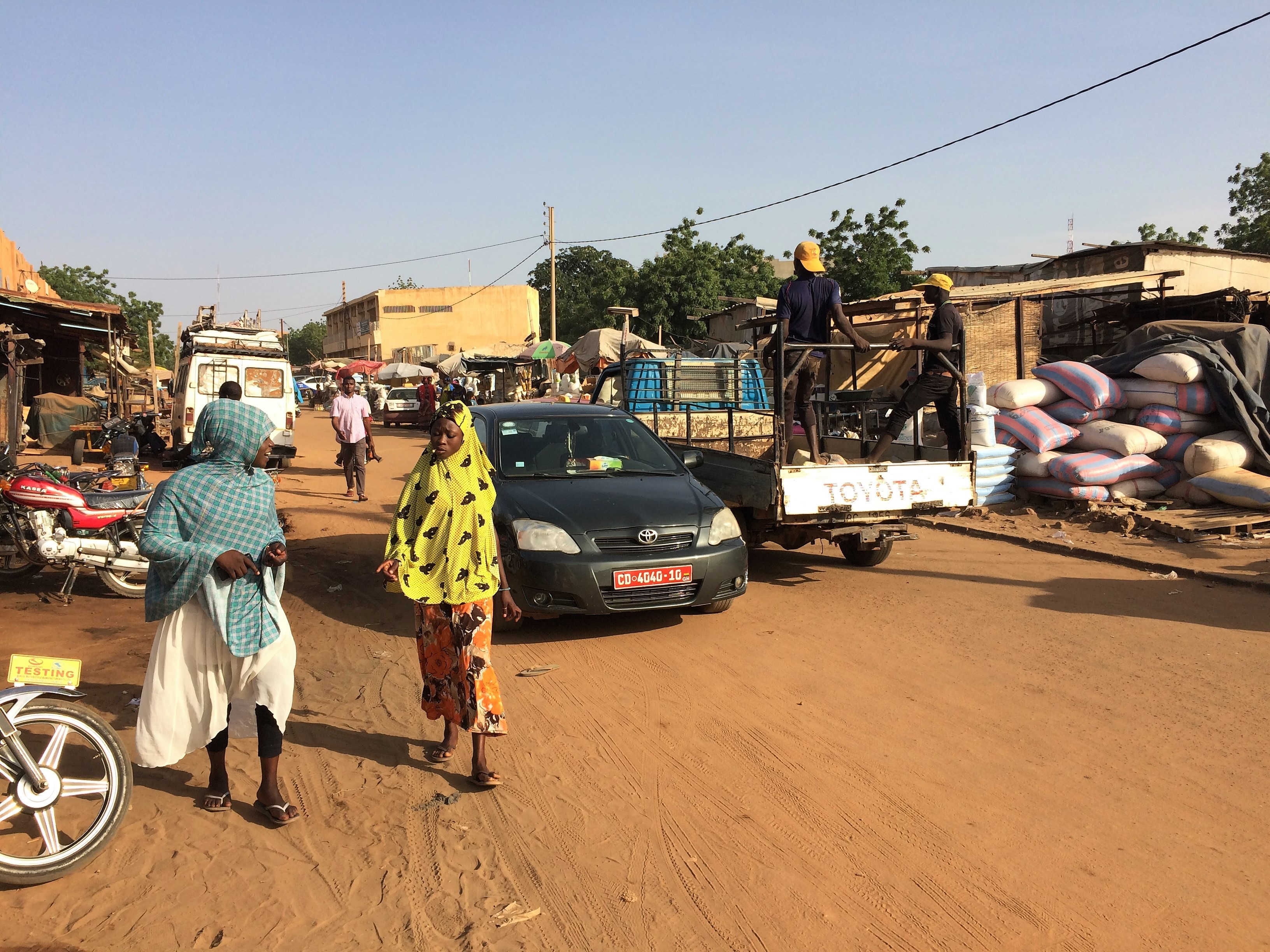
Straßenszene in der Rue du Nigéria in Kalley Sud (2018)

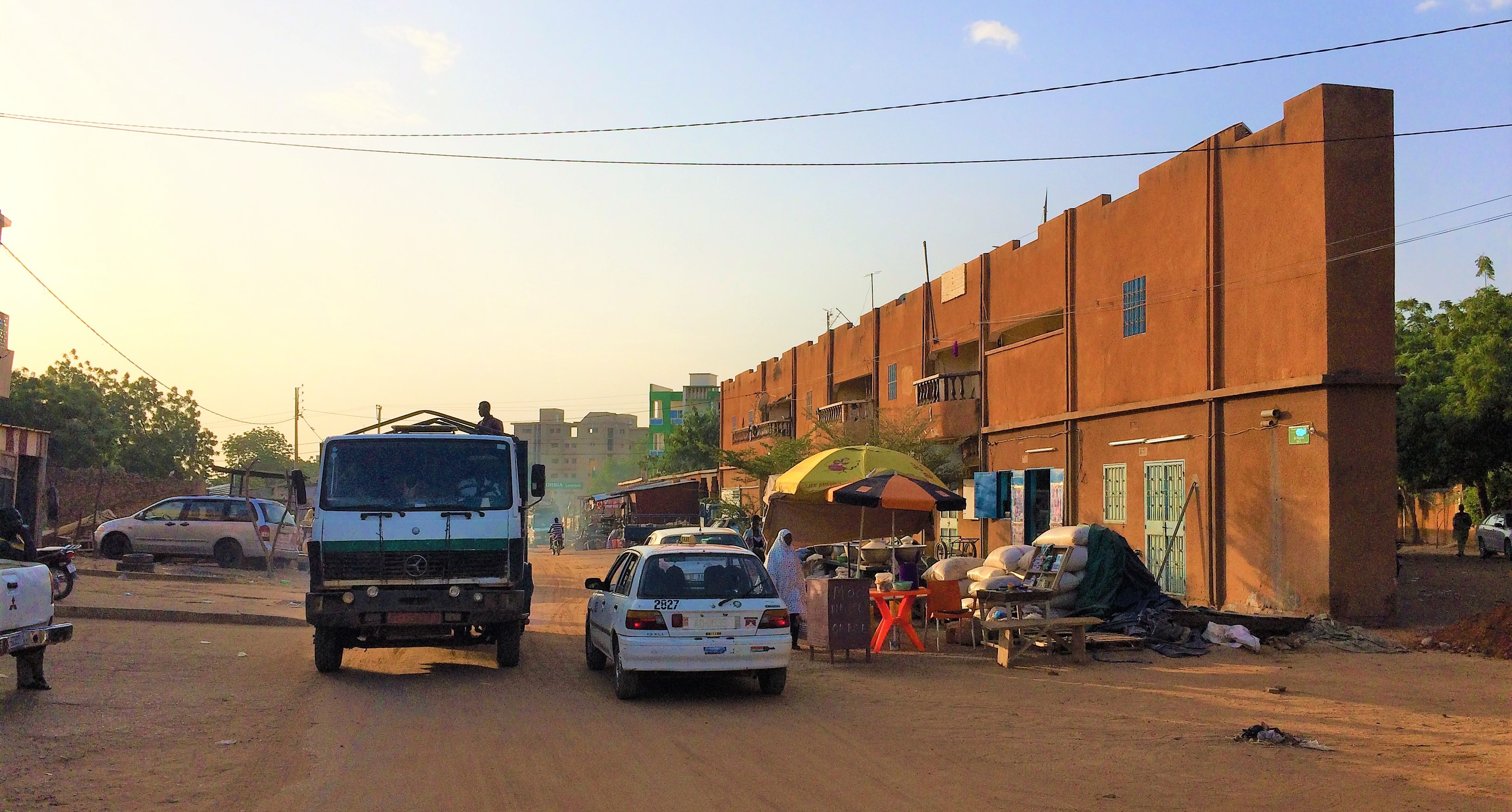
Straßenszene in der Rue du Nigéria in Kalley Sud (2018)

Kalley Sud („Kalley Süd“) befindet sich im Stadtzentrum von Niamey und gehört zum Stadtteil Kalley. Die benachbarten Stadtviertel sind Abidjan im Nordwesten, Poudrière im Nordosten, Collège Mariama im Osten, Nouveau Marché im Südosten, Kalley Centre im Südwesten und Kalley Est im Westen. Das Stadtviertel liegt in einem Tafelland mit einer Sandschicht, die im Norden mehr und im Zentrum und im Süden weniger 2,5 Meter tief ist. Im Norden von Kalley Sud erstreckt sich der Alte muslimische Friedhof von Niamey. Die Wohngegend südwestlich des Boulevard de l’Indépendance heißt – nach dem französischen Namen der vietnamesischen Bucht Vịnh Hạ Long – Baie d’Along.
Das Standardschema für Straßennamen in Kalley Sud ist im nördlichen Teil Rue KL 1 und im südlichen Teil Rue NM 1. Dabei folgt auf das französische Rue für Straße das Kürzel KL für Kalley beziehungsweise NM für Nouveau Marché und zuletzt eine Nummer. Dies geht auf ein Projekt zur Straßenbenennung in Niamey aus dem Jahr 2002 zurück, bei dem die Stadt in 44 Zonen mit jeweils eigenen Buchstabenkürzeln eingeteilt wurde. Diese Zonen decken sich nicht zwangsläufig mit den administrativen Grenzen der namensgebenden Stadtteile.

## Geschichte
Das Stadtviertel entstand in den 1950er Jahren.

## Bevölkerung
Bei der Volkszählung 2012 hatte Kalley Sud 5918 Einwohner, die in 1176 Haushalten lebten. Bei der Volkszählung 2001 betrug die Einwohnerzahl 6989 in 1080 Haushalten und bei der Volkszählung 1988 belief sich die Einwohnerzahl auf 7820 in 1377 Haushalten.

## Infrastruktur
Die Mittelschule Collège d’enseignement général 2 (CEG 2) besteht seit dem Jahr 1965. Die Ecole de Santé Publique et de l’Action Sociale (ESPAS) bietet Berufsausbildungen im Gesundheits- und Sozialwesen an. Am Centre de Formation aux Techniques Automobiles (CFTA) werden Automechaniker ausgebildet.